# Pointe du Kador
La pointe du Kador, appelée aussi pointe du Gador, est la pointe délimitant la baie de Morgat dans la presqu'île de Crozon, dans le Finistère (ouest de la Bretagne). Son nom breton étant Beg ar Gador. Cette pointe de granite formaient autrefois une grande arche rocheuse avec le continent, d'où peut-être son nom de Beg ar Gador (ar Gador signifiant la chaise en breton, forme mutée de kador, chaise).

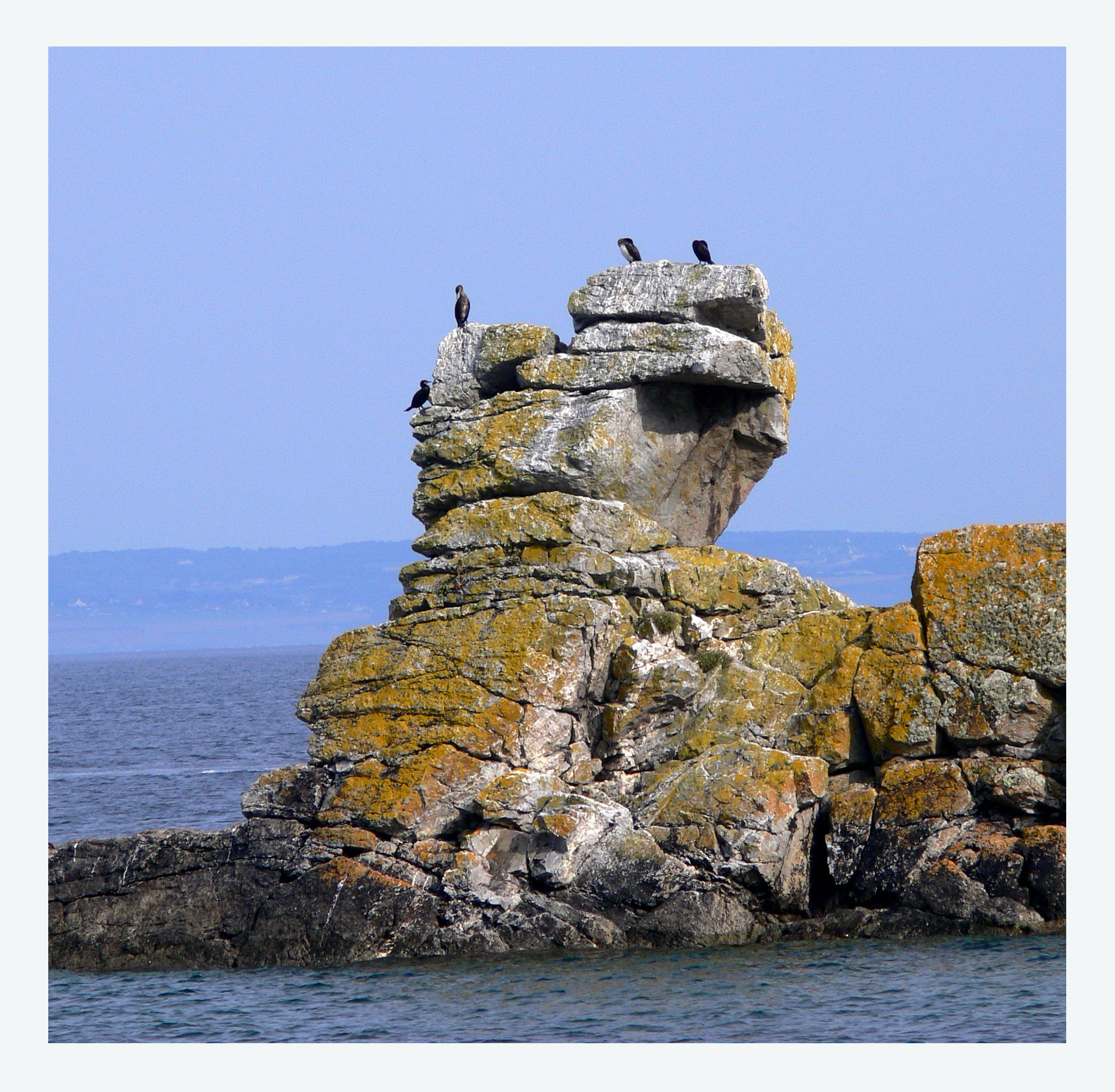
Cormorans se reposant sur la pointe du Kador

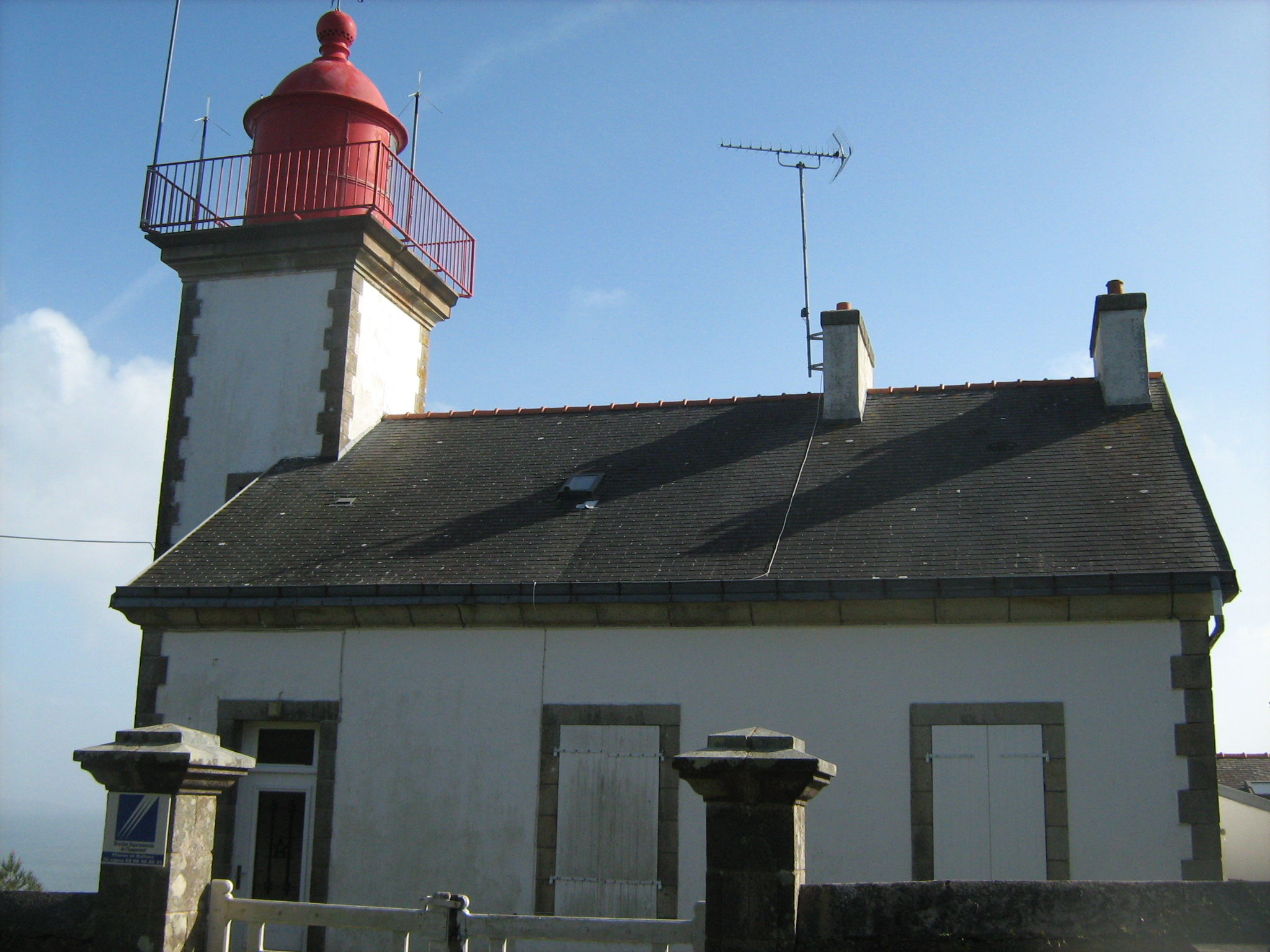
Le phare de Morgat, construit au-dessus de la pointe du Kador

Cette pointe de grès quartzeux s'appuie sur une haute falaise couverte de lande à ajonc et bruyères plantée de pin maritime.
De là on peut observer l'ensemble de la baie de Douarnenez.

## Description du site
Sur la falaise, dans l'aliment de cette pointe, le phare de Morgat a été construit (un autre phare plus petit (aujourd'hui détruit) balisait la pointe de la jetée (môle) de l'ancien port de pêche de Morgat, où les thonniers de bois accostaient jusque dans les années 1980.
Cette pointe était autrefois connue pour sa grande arche en grès armoricain (dite arche du Gador ou du Kador), dont la légende locale dit qu'elle s'est ouverte pour laisser passer un navire en détresse après que les marins eurent prié Sainte Marine de les sauver (la grotte voisine de la pointe s'appelle « Grotte Sainte Marine »). 

L'arche s'est effondrée en avril 1983.

## Aménagements
Un étroit chemin permettait autrefois d'accéder à la pointe, mais il s'est effondré, avec l'arche du Kador en 1983. La pointe est donc devenue presqu'île, uniquement accessible à pied à marée basse. 
On a testé dans les années 1970 à l'est de cette pointe la construction d'une jetée artificielle en béton, mais ses premiers éléments se sont effondrés lors d'une tempête.

Un nouveau et 3e port a ensuite été construit (grande jetée constituée de blocs de granit), protégeant un nouveau port de plaisance, mais plus proche de la plage de Morgat.

## Pêche, chasse
On y pêchait jusque dans les années 1970 (au casier, au filet, en plongée sous-marine) de nombreux poissons et crustacés (crabes, dont dormeurs, langoustes, crevettes..), ainsi que des moules, mais les ressources halieutiques y ont régressé comme dans toute la baie et tout particulièrement le long des falaises de Morgat. 
Une ancienne carte postale montre qu'on y chassait le cormoran marin qui était consommé.

## Tourisme

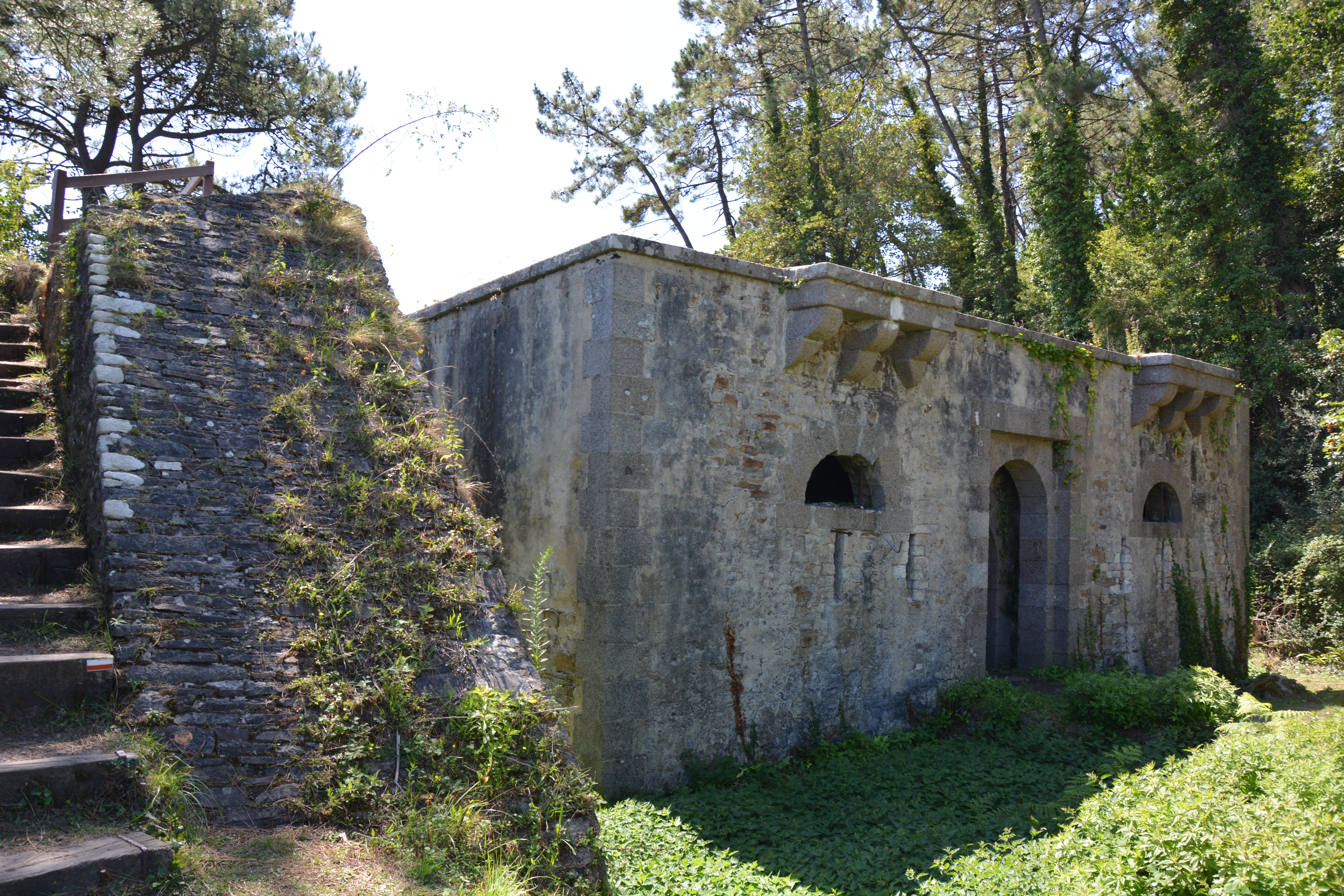
Fort du Kador.

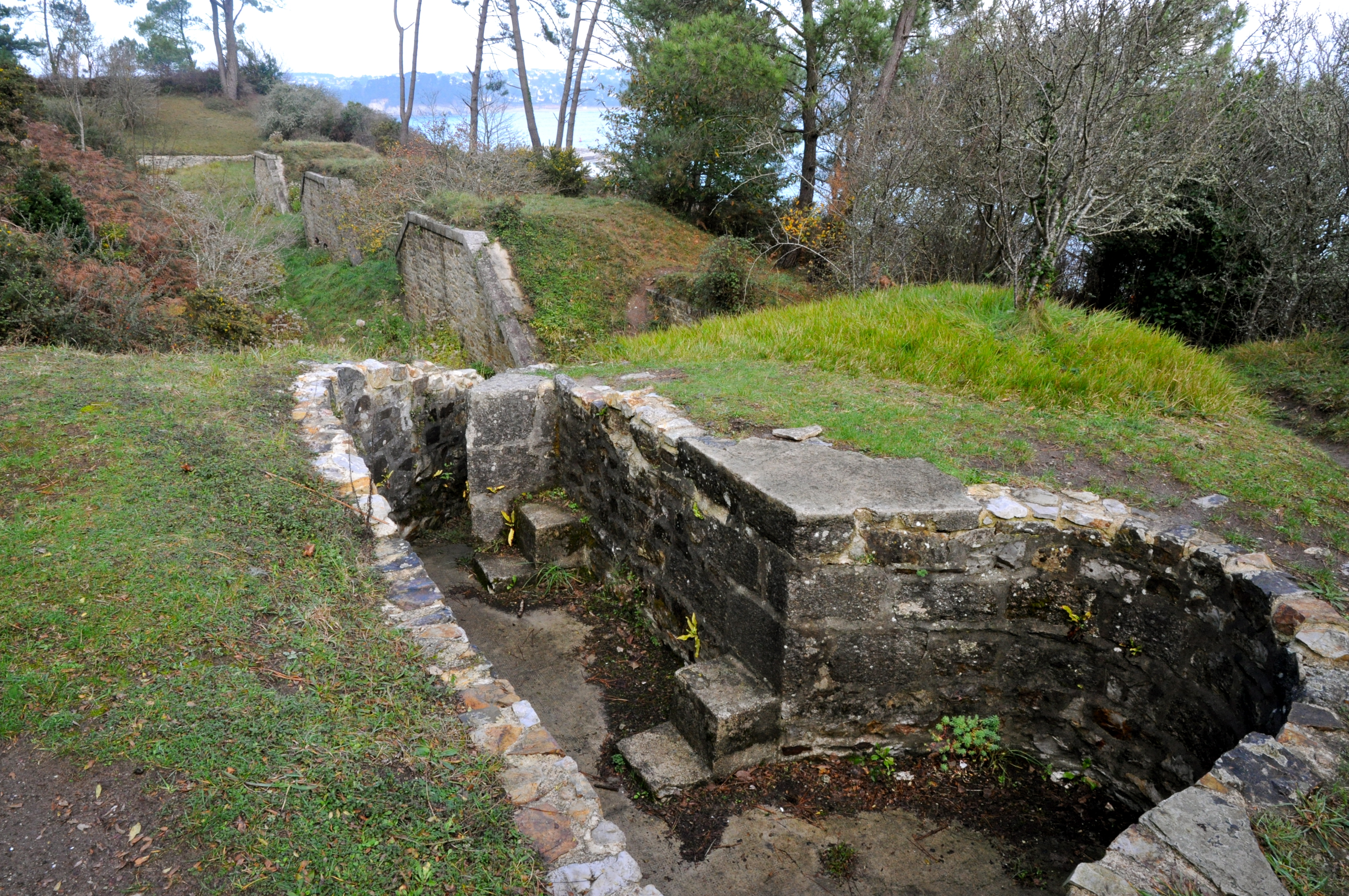
Batterie basse du Kador avec les plates-formes semi-circulaires des canons et, à leur côté, une niche à munitions.

La pointe figure sur de nombreuses cartes postales. 
On peut visiter au-dessus de la pointe les restes d'une batterie militaire (batterie basse de 4 canons de 95 mm) construite en 1757 et dont il ne reste plus que quelques traces au sol et un morceau de la voûte de la poudrière. Le Fort du Kador, ou Fort de Morgat (localement appelé "le fort"), construit en 1861, est un de des quatre forts édifiés dans les années 1860 autour de l'anse de Morgat. Ce corps de garde crénelé modèle 1846 no 2 modifié, c'est-à-dire simplifié, a des pierres de taille essentiellement en dolérite et des moellons en schistes, avec apports de quartzites et d’autres roches sédimentaires locales.
Derrière cette pointe s'ouvrent deux grottes qui sont visitées à marée haute par bateau, dont la grotte Sainte Marine.

## Anecdote
Léonce Perret y tourne l'un de ses films en 1912, Le Mystère des roches de Kador.

## Accès
Il se fait par la mer, ou par le pied de falaise à marée basse, ou par le chemin côtier à partir de Morgat.